# 名古屋市立露橋小学校
名古屋市立露橋小学校（なごやしりつ つゆはししょうがっこう）は、名古屋市中川区露橋一丁目にある公立小学校。

## 歴史
1906年（明治39年）5月1日に愛知第三尋常小学校の名称で創設される。校地は小栗橋の近くであったという。現在の校地には1928年（昭和3年）に移転している。
1921年（大正10年）に学校が所在する愛知郡愛知町が名古屋市に吸収され、名古屋市露橋尋常小学校となった。
1928年（昭和3年）には高等科が併設されることになり、名称を名古屋市露橋尋常高等小学校と改めた。また前述の通り、校地移転を果たしている。
名称は1941年（昭和16年）の国民学校令による名古屋市露橋国民学校を経て、1947年（昭和22年）に現名称となっている。

### 児童数の変遷
『愛知県小中学校誌』（2018年）によると、児童数の変遷は以下の通りである。
| 1947年（昭和22年） | 582人 |  |
| 1957年（昭和32年） | 879人 |  |
| 1967年（昭和42年） | 962人 |  |
| 1977年（昭和52年） | 815人 |  |
| 1987年（昭和62年） | 484人 |  |
| 1997年（平成9年）  | 329人 |  |
| 2007年（平成19年） | 279人 |  |
| 2017年（平成29年） | 253人 |  |

## 児童活動

### 委員会活動
委員会活動として、2018年（平成30年）度は代表委員会・環境委員会・図書委員会・放送委員会・保健委員会・体育委員会・給食委員会・集会委員会がそれぞれ活動を行った。

### 部活動
部活動として、2018年（平成30年）度は野球部・ソフトボール部・サッカー部・バスケットボール部がそれぞれ活動を行った。

## 通学区域
所轄する名古屋市教育委員会は、2018年（平成30年）9月1日時点で、中川区のうち石場町・笈瀬町・露橋町・露橋一丁目・露橋二丁目・広川町・前並町・柳島町・横堀町の全域と山王一丁目・山王二丁目・八幡本通1丁目の各一部をその通学区域として指定している。
また、卒業後の進学先は名古屋市立山王中学校となっている。

## 交通アクセス
- 名鉄名古屋本線山王駅が最寄駅である[WEB 1]。

### WEB
1. 1 2  名古屋市役所教育委員会事務局総務部企画経理課企画統計係 (2018年9月18日). “中川区の小・中学校一覧”.   名古屋市. 2018年11月14日閲覧。
2. 1 2 3 4  “沿革”.   名古屋市立露橋小学校. 2018年11月14日閲覧。
3. 1 2  “児童活動”.   名古屋市立露橋小学校. 2018年11月14日閲覧。
4. ↑  名古屋市教育委員会事務局総務部教育環境計画室計画係 (2018年9月1日). “名古屋市立小・中学校の通学区域一覧（中川区）” (PDF).   名古屋市. 2018年11月14日閲覧。
5. ↑  教育委員会事務局総務部教育環境計画室計画係 (2018年4月1日). “名古屋市立中学校区一覧（小→中）” (PDF).   名古屋市. 2018年11月14日閲覧。

### 文献
1. 1 2 3  中川区制50周年記念誌編集委員会 1987, p. 408.
2. ↑  六三制教育七十周年記念 愛知県小中学校誌 合同記念誌編集特別委員会 2018, p. 224.